# Diedrich Hoyer der Jüngere
Diedrich Hoyer der Jüngere (* 6. Juli  1568 in Bremen; † 29. Oktober 1623 ebenda) war ein Bremer Ratsherr und Bremer Bürgermeister.

## Biografie
Hoyer war der Sohn von Bürgermeister Erich Hoyer und  Metje Hoyer. Sein Großvater Bürgermeister Diedrich Hoyer der Ältere zog 1542 als Pächter in Burg Blomendal ein. Die Familie blieb im Haus ansässig.
 
Diedrich Hoyer der Jüngere war als Kaufmann in Bremen tätig. Seit 1597 war er Bremer Ratsherr und seit dem 10. März 1608 Bremer Bürgermeister. 1609 erwarb er das Gut Hodenberg in Bremen-Oberneuland und ließ ein Herrenhaus darauf bauen. Zudem errichtete er die erste Oberneulander Windmühle.
Während seiner Amtszeit erhielt das Bremer Rathaus seine Renaissance-Fassaden von 1608 bis 1612 nach Plänen von Lüder von Bentheim. Von 1609 bis 1623 war er Kirchenvisitator im bremischen Amt Bederkesa. 
Verheiratet war Hoyer mit Lucia Meyer.